# Geflügelspirochätose
Die Geflügelspirochätose oder Borreliose des Geflügels ist eine septikämische Erkrankung des Geflügels, die durch das Bakterium Borrelia anserina verursacht wird, das zu den Borrelien gehört. Anfällig sind Hühner, Puten, Enten und Gänse. Die Übertragung erfolgt durch Zecken, vor allem Argas persicus. Die Krankheit kommt vor allem in tropischen und subtropischen Gebieten vor; es gab aber auch schon Einzelfälle in Mitteleuropa.

## Klinik
Bei perakutem Verlauf sterben die Tiere ohne vorherige Krankheitssymptome.
Beim akuten Krankheitsbild treten Fieber, Abmagerung und Schläfrigkeit auf. Die Letalität ist sehr hoch.
Beim chronischen Verlauf herrschen Durchfälle und Lahmheiten vor.

## Diagnose
Die bakteriologische Diagnose wird durch mikroskopische Blutuntersuchung gestellt. Die Erreger sind auch in Organen nachweisbar.

## Therapie
Von den Antibiotika sind Penicilline wirksam. Eine Impfung ist möglich. Auch an eine Bekämpfung der Zecken sollte gedacht werden.